# Wetten van Fick
De wetten van Fick beschrijven de diffusie in gassen, vloeistoffen en vaste stoffen. Deze relaties zijn afgeleid door de Duitse fysioloog Adolf Fick (1829-1901) in 1855.

## Eerste wet van Fick
De eerste wet van Fick geeft het verband tussen de massaflux en de concentratie van een stof in een stationaire toestand. De wet stelt dat de flux van gebieden met een hoge concentratie naar gebieden met een lage concentratie gaat, met een grootte die evenredig is met de concentratiegradiënt. In één (ruimtelijke) dimensie is de wet:
{\displaystyle J=-D{\frac {\partial C}{\partial x}}}
waarin:
{\displaystyle J} de massaflux is in mol/(m²s) of kg/(m²s)
{\displaystyle D} de diffusiecoëfficiënt in m²/s
{\displaystyle {\frac {\partial C}{\partial x}}} de concentratiegradiënt in (mol/m³)/m of (kg/m³)/m
Als de concentratie wordt uitgedrukt in mol/m³, is de resulterende massaflux in mol/(m²s). Een concentratie in kg/m³ levert een massaflux in kg/(m²s).

## Tweede wet van Fick
De tweede wet van Fick beschrijft een niet-stationaire situatie waarbij de concentratie van de beschouwde stof wel verandert in de tijd. Deze wet is afgeleid uit de continuïteitsvergelijking, die stelt dat de netto diffusie in een volume de concentratietoename van dat volume bepaalt.
{\displaystyle {\frac {\partial c}{\partial t}}=D{\frac {\partial ^{2}c}{\partial x^{2}}}}
of in 3 dimensies:
{\displaystyle {\frac {\partial c}{\partial t}}=D_{x}{\frac {\partial ^{2}c}{\partial x^{2}}}+D_{y}{\frac {\partial ^{2}c}{\partial y^{2}}}+D_{z}{\frac {\partial ^{2}c}{\partial z^{2}}}}
Dit is een partiële differentiaalvergelijking die niet alleen het uitvlakken van concentratieverschillen kan beschrijven, maar ook, voorzien van andere grootheden, temperatuurverschillen. Dan spreken we van de warmtevergelijking.
Het oplossen van zo'n vergelijking is een vak apart; een oplossing, die de concentratie {\displaystyle c} beschrijft als functie van de tijd en de gekozen plaatscoördinaten, hangt af van de rand- en beginvoorwaarden.